# Stor-Treen
Stor-Treen är en sjö i Arvika kommun i Värmland och ingår i Göta älvs huvudavrinningsområde. Sjön är 21 meter djup, har en yta på 5,4 kvadratkilometer och befinner sig 190,1 meter över havet. Sjön avvattnas av vattendraget Järperudsälven (Bruksälven).
Norra delen av sjön kallas Lill-Treen, och där finns sjöns inlopp, Bruksälven, som kommer från sjön Mången. Vid inloppet ligger Fredros herrgård. I södra änden av sjön ligger byn Treskog.

## Delavrinningsområde
Stor-Treen ingår i det delavrinningsområde (664660-132216) som SMHI kallar för Utloppet av Stor-Treen. Medelhöjden är 247 meter över havet och ytan är 35,73 kvadratkilometer. Räknas de 4 avrinningsområdena uppströms in blir den ackumulerade arean 108,55 kvadratkilometer. Järperudsälven (Bruksälven) som avvattnar avrinningsområdet har biflödesordning 4, vilket innebär att vattnet flödar genom totalt 4 vattendrag innan det når havet efter 313 kilometer. Avrinningsområdet består mestadels av skog (70 procent). Avrinningsområdet har 5,94 kvadratkilometer vattenytor vilket ger det en sjöprocent på 16,6 procent.